# Kenny Natt
Kenny Natt, né le 5 octobre 1958, à Monroe, en Louisiane, est un joueur et entraîneur américain de basket-ball. Il évolue au poste d'arrière. Il est le frère du basketteur Calvin Natt.

## Palmarès
- Champion WBL 1989
- All-CBA First Team 1982
- All-CBA Second Team 1987